# Barbados nos Jogos Pan-Americanos de 1999
Barbados competiu nos Jogos Pan-Americanos de 1999, em Winnipeg, no Canadá.

## Medalhas

### Prata
Atletismo
- 400 m com barreiras Feminino: Andrea Blackett

### Bronze
Atletismo
- Revezamento 4x400 m: Joanne Durant, Melissa Straker, Andrea Blackett, e Tanya Oxley